# Calcio ai Giochi della XXVIII Olimpiade - Torneo maschile

## Risultati

### Fase a gruppi

#### Gruppo A
| Squadra            | P.ti | G | V | N | P | GF | GS | DR |
| ------------------ | ---- | - | - | - | - | -- | -- | -- |
| Mali U-23          | 5    | 3 | 1 | 2 | 0 | 5  | 3  | +2 |
| Corea del Sud U-23 | 5    | 3 | 1 | 2 | 0 | 6  | 5  | +1 |
| Messico U-23       | 4    | 3 | 1 | 1 | 1 | 3  | 3  | 0  |
| Grecia U-23        | 1    | 3 | 0 | 1 | 2 | 4  | 7  | -3 |

| Arbitro: | Larrionda |

|                                    |           |                                       |
| Kim Dong-jin 43’ Vyntra 64’ (aut.) | Marcatori | 78’ Taralidis 82’ (rig.) Papadopoulos |

| Volos 11 agosto 2004, ore 20:30 UTC+2 | Mali U-23   | 0 – 0 referto | Messico U-23 | Stadio Panthessaliko\| Arbitro: \| Mohd Salleh \| |
| Arbitro:                              | Mohd Salleh |               |              |                                                   |

| Arbitro: | Bo Larsen |

|                  |           |  |
| Kim Jung-woo 15’ | Marcatori |  |

| Arbitro: | Torres |

|  |           |                      |
|  | Marcatori | 2’ Berthé 45’ Ndiaye |

| Arbitro: | Poulat |

|                                          |           |                     |
| Cho Jae-Jin 57’, 59’ Tamboura 64’ (aut.) | Marcatori | 7’, 24’, 55’ Ndiaye |

| Arbitro: | Evehe |

|                                      |           |                            |
| Taralidis 82’ (rig.) Stoltidis 90+3’ | Marcatori | 47’ Márquez 70’, 86’ Bravo |

#### Gruppo B
| Squadra       | P.ti | G | V | N | P | GF | GS | DR |
| ------------- | ---- | - | - | - | - | -- | -- | -- |
| Paraguay U-23 | 6    | 3 | 2 | 0 | 1 | 6  | 5  | +1 |
| Italia U-23   | 4    | 3 | 1 | 1 | 1 | 5  | 5  | 0  |
| Ghana U-23    | 4    | 3 | 1 | 1 | 1 | 4  | 4  | 0  |
| Giappone U-23 | 3    | 3 | 1 | 0 | 2 | 6  | 7  | -1 |

| Arbitro: | Abd el-Fatah |

|                                        |           |                                      |
| Giménez 5’ Cardozo 26’, 37’ Torres 62’ | Marcatori | 22’ (rig.), 53’ (rig.) Ono 81’ Okubo |

| Arbitro: | Elizondo |

|                         |           |                         |
| Pappoe 36’ Appiah 45+1’ | Marcatori | 49’ Pinzi 83’ Gilardino |

| Arbitro: | Archundia |

|             |           |                      |
| Gamarra 76’ | Marcatori | 81’ Tiero 84’ Appiah |

| Arbitro: | Larrionda |

|                         |           |                               |
| Abe 20’ Takamatsu 90+1’ | Marcatori | 3’ De Rossi 8’, 36’ Gilardino |

| Arbitro: | Bo Larsen |

|             |           |  |
| Bareiro 14’ | Marcatori |  |

| Arbitro: | Vassaras |

|           |           |  |
| Okubo 37’ | Marcatori |  |

#### Gruppo C
| Squadra                  | P.ti | G | V | N | P | GF | GS | DR  |
| ------------------------ | ---- | - | - | - | - | -- | -- | --- |
| Argentina U-23           | 9    | 3 | 3 | 0 | 0 | 9  | 0  | +9  |
| Australia U-23           | 4    | 3 | 1 | 1 | 1 | 6  | 3  | +3  |
| Tunisia U-23             | 4    | 3 | 1 | 1 | 1 | 4  | 5  | -1  |
| Serbia e Montenegro U-23 | 0    | 3 | 0 | 0 | 3 | 3  | 14 | -11 |

| Arbitro: | Vassaras |

|             |           |            |
| Zitouni 69’ | Marcatori | 45’ Aloisi |

| Arbitro: | Batres |

|                                                                   |           |  |
| Delgado 11’ González L. 17’ Tévez 42’, 43’ Heinze 74’ Rosales 77’ | Marcatori |  |

| Arbitro: | Mohd Salleh |

|              |           |                                            |
| Radonjic 72’ | Marcatori | 11’ Cahill 46’, 57’ Aloisi 60’, 86’ Elrich |

| Arbitro: | Poulat |

|                       |           |  |
| Tévez 39’ Saviola 72’ | Marcatori |  |

| Arbitro: | Abd el-Fatah |

|                 |           |  |
| D'Alessandro 9’ | Marcatori |  |

| Arbitro: | Ariiotima |

|                         |           |                                           |
| Krasić 70’ Vukčević 87’ | Marcatori | 41’ Clayton 83’ (rig.) Jedidi 89’ Zitouni |

#### Gruppo D
| Squadra         | P.ti | G | V | N | P | GF | GS | DR |
| --------------- | ---- | - | - | - | - | -- | -- | -- |
| Iraq U-23       | 6    | 3 | 2 | 0 | 1 | 7  | 4  | +3 |
| Costa Rica U-23 | 4    | 3 | 1 | 1 | 1 | 4  | 4  | 0  |
| Marocco U-23    | 4    | 3 | 1 | 1 | 1 | 3  | 3  | 0  |
| Portogallo U-23 | 3    | 3 | 1 | 0 | 2 | 6  | 9  | -3 |

| Candia 12 agosto 2004, ore 20:30 UTC+2 | Costa Rica U-23 | 0 – 0 referto | Marocco U-23 | Stadio Pankritio\| Arbitro: \| De Santis \| |
| Arbitro:                               | De Santis       |               |              |                                             |

| Arbitro: | Evehe |

|                                                 |           |                                |
| Emad 16’ Hawar Mulla 29’ Younis 56’ Salih 90+3’ | Marcatori | 13’ (aut.) Haidar 45’ Bosingwa |

| Arbitro: | Ariiotima |

|  |           |                           |
|  | Marcatori | 67’ Hawar Mulla 72’ Mahdi |

| Arbitro: | Batres |

|            |           |                            |
| Bouden 85’ | Marcatori | 40’ Ronaldo C. 73’ Ricardo |

| Arbitro: | Torres |

|                                                             |           |                            |
| Villalobos 50’ Fernando 68’ (aut.) Saborío 71’ Brenes 90+1’ | Marcatori | 29’ Hugo Almeida 54’ Jorge |

| Arbitro: | Elizondo |

|                      |           |           |
| Bouden 69’ Aggal 77’ | Marcatori | 63’ Salih |

### Fase ad eliminazione diretta

#### Tabellone
|  | Quarti di finale       | Quarti di finale |                |           | Semifinali                | Semifinali                |  |  | Finale | Finale |
|  |                        |                  |                |           |                           |                           |  |  |        |        |
|  |                        |                  |                |           |                           |                           |  |  |        |        |
|  |                        |                  |                |           |                           |                           |  |  |        |        |
|  | 1A. Mali U-23          | 0                |                |           |                           |                           |  |  |        |        |
|  | 1A. Mali U-23          | 0                |                |           |                           |                           |  |  |        |        |
|  | 2B. Italia U-23 (dts)  | 1                |                |           |                           |                           |  |  |        |        |
|  | 2B. Italia U-23 (dts)  | 1                | Italia U-23    | 0         |                           |                           |  |  |        |        |
|  |                        |                  | Italia U-23    | 0         |                           |                           |  |  |        |        |
|  |                        | Argentina U-23   | 3              |           |                           |                           |  |  |        |        |
|  | 1C. Argentina U-23     | Argentina U-23   | 3              | 4         |                           |                           |  |  |        |        |
|  | 1C. Argentina U-23     |                  |                | 4         |                           |                           |  |  |        |        |
|  | 2D. Costa Rica U-23    | 0                |                |           |                           |                           |  |  |        |        |
|  | 2D. Costa Rica U-23    | 0                | Argentina U-23 | 1         |                           |                           |  |  |        |        |
|  |                        |                  | Argentina U-23 | 1         |                           |                           |  |  |        |        |
|  |                        | Paraguay U-23    | 0              |           |                           |                           |  |  |        |        |
|  | 1B. Paraguay U-23      | Paraguay U-23    | 0              | 3         |                           |                           |  |  |        |        |
|  | 1B. Paraguay U-23      |                  |                | 3         |                           |                           |  |  |        |        |
|  | 2A. Corea del Sud U-23 | 2                |                |           |                           |                           |  |  |        |        |
|  | 2A. Corea del Sud U-23 | 2                | Paraguay U-23  | 3         | Finale per il terzo posto | Finale per il terzo posto |  |  |        |        |
|  |                        |                  | Paraguay U-23  | 3         | Finale per il terzo posto | Finale per il terzo posto |  |  |        |        |
|  |                        | Iraq U-23        | 1              |           |                           |                           |  |  |        |        |
|  | 1D. Iraq U-23          | Iraq U-23        | 1              | 1         | Italia U-23               | 1                         |  |  |        |        |
|  | 1D. Iraq U-23          |                  |                | 1         | Italia U-23               | 1                         |  |  |        |        |
|  | 2C. Australia U-23     | 0                |                | Iraq U-23 | 0                         |                           |  |  |        |        |
|  | 2C. Australia U-23     | 0                |                |           | 0                         |                           |  |  |        |        |
|  |                        |                  |                |           |                           |                           |  |  |        |        |
|  |                        |                  |                |           |                           |                           |  |  |        |        |

#### Quarti di finale
| Arbitro: | Torres |

|  |           |           |
|  | Marcatori | 116’ Bovo |

| Arbitro: | Batres |

|          |           |  |
| Emad 64’ | Marcatori |  |

| Arbitro: | Vassaras |

|                                 |           |  |
| Delgado 24’ Tévez 43’, 82’, 83’ | Marcatori |  |

| Arbitro: | De Santis |

|                              |           |                       |
| Bareiro 19’, 71’ Cardozo 61’ | Marcatori | 74’, 79’ Lee Chun-soo |

#### Semifinali
| Arbitro: | Archundia |

|  |           |                                           |
|  | Marcatori | 16’ Tévez 69’ González L. 84’ González M. |

| Arbitro: | Poulat |

|                  |           |                              |
| Abdul-Razzaq 83’ | Marcatori | 17’, 34’ Cardozo 68’ Bareiro |

#### Finale per il bronzo
| Arbitro: | Larrionda |

|              |           |  |
| Gilardino 8’ | Marcatori |  |

#### Finale per l'oro ed argento
| Arbitro: | Vassaras |

| |            | |
| Tévez 18’ | Marcatori  | |
| · Lux · Ayala · Coloccini · Mascherano · Heinze · 76’ Delgado · Tévez · 48’ Kily González · Rosales · D'Alessandro · González L. · A disposizione: · Caballero · Saviola · Figueroa · Medina · 76’ Rodríguez · González M. · Fernández | Formazioni | · Barreto · Martínez 66’ · Manzur 37’ · Gamarra 30’ · Esquivel 45’ 76’ · Giménez · Barreto 72’ · Bareiro · Figueredo 65’, 82’ · Torres 72’ · Enciso 63’ · A disposizione: · Romero · Devaca · Benítez · J. González 76’ 87’ · Cristaldo 72’ · Díaz 63’ · Cardozo |
| Bielsa | Allenatori | Jara Saguier |

## Classifica finale
| -       | Squadra             | Formazione |
| ------- | ------------------- | --- |
| Oro     | Argentina           | Argentina olimpica1 Caballero, 2 Ayala, 3 Burdisso, 4 Coloccini, 5 Mascherano, 6 Heinze, 7 Saviola, 8 Delgado, 9 Figueroa, 10 Tévez, 11 K. González, 12 Rosales, 13 Medina, 14 Rodríguez, 15 D'Alessandro, 16 L. González, 17 M. González, 18 Lux, 21 Fernández, CT: Bielsa        |
| Argento | Paraguay            | Paraguay olimpica1 Romero, 2 Martínez, 3 Manzur, 4 Gamarra, 5 Devaca, 6 Esquivel, 7 Giménez, 8 E. Barreto, 9 Bareiro, 10 Figueredo, 11 Torres, 12 Benítez, 13 Enciso, 14 González, 15 Cristaldo, 16 Díaz, 17 Cardozo, 18 D. Barreto, CT: Jara Saguier                              |
| Bronzo  | Italia              | Italia olimpica1 Amelia, 2 Chiellini, 3 Moretti, 4 Ferrari, 5 Bonera, 6 De Rossi, 7 Pinzi, 8 Palombo, 9 Gilardino, 10 Pirlo, 11 Sculli, 12 Gasbarroni, 13 Barzagli, 14 Bovo, 15 Donadel, 16 Del Nero, 17 Mesto, 18 Pelizzoli, CT: Gentile                                          |
| 4.      | Iraq                | Iraq olimpica1 Noor, 2 Attiya, 3 Abbas, 4 Abdul-Jabar, 5 Akram, 6 Sadir, 7 E. Mohammed, 8 Al-Hail, 9 Farhan, 10 Mahmoud, 11 H. Mohammed, 12 Abdul-Razzaq, 13 Munir, 14 Abdul-Amir, 15 Karim, 16 Mnajed, 17 Alwan, 18 Taleb, CT: Hamad                                              |
| 5.      | Mali                | Mali olimpica1 Tangara, 2 Berthé, 3 Tamboura, 4 S. Diakité, 5 B. Koné, 6 B. Diallo, 7 N'Diaye, 8 A. Traoré, 9 Sidibé, 10 Doucoure, 11 Abouta, 12 D. Diakité, 13 D. Traoré, 14 Sissoko, 15 Kébé, 16 Coulibaly, 17 M. Diallo, 18 Bathily, CT: C. Koné                                |
| 6.      | Corea del Sud       | Corea del Sud olimpica1 Kim Y.K., 2 Choi W.K., 3 Kim C.G., 4 Park Y.H., 5 Cho B.K., 6 Yoo S.C., 7 Kim D.H., 8 Chung K.H., 9 Lee C.S., 10 Choi S.K., 11 Choi T.U., 12 Park K.S., 13 Kim D.J., 14 Kim J.W., 15 Lee J.Y., 16 Namkung D., 17 Cho J.J., 18 Kim J.H., CT: Kim H.K.       |
| 7.      | Australia           | Australia olimpica1 Jones, 2 North, 3 Cansdell-Sherriff, 4 Moore, 5 McKain, 6 Madaschi, 7 Elrich, 8 Wilkshire, 9 Aloisi, 10 Cahill, 11 Brosque, 12 Tarka, 13 Valeri, 14 Holman, 15 Danze, 16 Dilevski, 17 Griffiths, 18 Galeković, CT: Farina                                      |
| 8.      | Costa Rica          | Costa Rica olimpica1 Bolívar, 2 Rodríguez, 3 Salazar, 4 Umaña, 5 Myrie, 6 Wilson, 7 Scott, 8 López, 9 Brenes, 10 Granados, 11 Saborío, 12 Araya, 13 Vallejos, 14 Villalobos, 15 Díaz, 16 Hernández, 17 Arrieta, 18 Drummond, CT: Kenton                                            |
| 9.      | Ghana               | Ghana olimpica1 Owu, 2 Lamine, 3 B. Gyan, 4 Osei, 5 Mensah, 6 Pappoe, 7 Yahuza, 8 Taylor, 9 Poku, 10 Appiah, 11 Villars, 12 A. Gyan, 13 Pimpong, 14 Paintsil, 15 Coleman, 16 Tiero, 17 Chibsah, 18 Alhassan, CT: Barreto                                                           |
| 10.     | Marocco             | Marocco olimpica1 Charef, 2 Zerka, 3 Aqqal, 4 Alioui, 5 Zemmama, 6 El Kaddouri, 7 Talhaoui, 8 Kaïssi, 9 Allaoui, 10 Bouden, 11 Taouil, 12 El Moubarki, 13 Souaidy, 14 Ourahou, 15 Tajeddine, 16 Erbate, 17 El Assas, 18 Lamyaghri, CT: Madih                                       |
| 11.     | Messico             | Messico olimpica1 Corona, 2 F. Rodríguez, 3 M. Pérez, 4 I. Rodríguez, 5 López, 6 Galindo, 7 Sinha, 8 Martínez, 9 Bravo, 10 L. Pérez, 11 Márquez Lugo, 12 Pineda, 13 Ponce, 14 García, 15 Sánchez, 16 Íñiguez, 17 Espinoza, 18 Ochoa, CT: La Volpe                                  |
| 12.     | Tunisia             | Tunisia olimpica1 Fadhel, 2 Boussaïdi, 3 Haggui, 4 Yahia, 5 Trabelsi, 6 Ragued, 7 Massaoued, 8 Bhairi, 9 Zitouni, 10 Mouelhi, 11 Ltaïef, 12 Ayari, 13 Ben Yahia, 14 Traoui, 15 Clayton, 16 Merdassi, 17 Jedidi, 18 Khalloufi, CT: Labidi                                           |
| 13.     | Giappone            | Giappone olimpica1 Sogahata, 2 Tulio, 3 Moniwa, 4 Nasu, 5 Abe, 6 Konno, 7 Morisaki, 8 Ono, 9 Takamatsu, 10 Matsui, 11 Tanaka, 12 Kikuchi, 13 Komano, 14 Ishikawa, 15 Tokunaga, 16 Ōkubo, 17 Hirayama, 18 Kurokawa, CT: Yamamoto                                                    |
| 14.     | Portogallo          | Portogallo olimpica1 Moreira, 2 Mário Sérgio, 3 Meireles, 4 Alves, 5 Costa, 6 Meira, 7 Ronaldo, 8 Viana, 9 Almeida, 10 Martins, 11 Ribeiro, 12 Frechaut, 13 Boa Morte, 14 Bosingwa, 15 Lourenço, 16 João Paulo, 17 Danny, 18 Vale, CT: Romão                                       |
| 15.     | Grecia              | Grecia olimpica1 Amparīs, 2 Galanopoulos, 3 Lagos, 4 Moras, 5 Vallas, 6 Stoltidīs, 7 Agritīs, 8 Nempegleras, 9 Salpiggidīs, 10 Mītrou, 11 Papadopoulos, 12 Karypidīs, 13 Goundoulakīs, 14 Fōtakīs, 15 Sapanīs, 16 Vyntra, 17 Taralidīs, 18 Giannou, 21 Manousakīs, CT: Apostolakīs |
| 16.     | Serbia e Montenegro | Serbia e Montenegro olimpica1 Milojević, 2 Biševac, 3 Neziri, 4 Stepanov, 5 Jokić, 6 Baša, 7 Milovanović, 8 Lovré, 9 Delibašić, 10 Vukčević, 11 Matić, 12 B. Petrović, 13 Lomić, 14 Lazarević, 15 Krasić, 16 Nikezić, 17 Radonjić, 18 Čanović, CT: V. Petrović                     |

## Classifica marcatori
8 reti
- Tévez

5 reti
- Cardozo

4 reti
- Gilardino
- Ndiaye
- Bareiro

3 reti
- Aloisi

2 reti
- Delgado
- González L.
- Elrich
- Cho Jae-Jin
- Lee Chun-soo
- Appiah
- Okubo
- Ono (2 rigorI)
- Taralidis (1 rigore)
- Emad
- Hawar Mulla
- Salih
- Bouden
- Bravo
- Zitouni

1 rete
- D'Alessandro
- González M.
- Heinze
- Rosales
- Saviola
- Cahill
- Kim Dong-jin
- Kim Jung-woo
- Brenes
- Saborío
- Villalobos
- Pappoe
- Tiero
- Abe
- Takamatsu
- Papadopoulos (1 rigore)
- Stoltidis
- Abdul-Razzaq
- Mahdi
- Younis
- Bovo
- De Rossi
- Pinzi
- Berthé

- Aggal
- Márquez
- Gamarra
- Giménez
- Torres
- Bosingwa
- Hugo Almeida
- Jorge
- Ricardo
- Ronaldo C.
- Krasić
- Radonjic
- Vukčević
- Clayton
- Jedidi (1 rigore)

Autoreti
- Vyntra (1)
- Haidar (1)
- Tamboura (1)
- Fernando (1)